# Богданов, Сергей Васильевич
Сергей Васильевич Богданов (2 августа 1921, Ростов-на-Дону, РСФСР — 14 февраля 2017, Новосибирск, Российская Федерация) — советский и российский физик, член-корреспондент АН СССР и РАН.

## Биография
В 1947 году окончил Московский энергетический институт. В 1951—1963 гг. работал в Физическом институте АН СССР.
В 1963—1989 гг. — заведующий лабораторией Института физики полупроводников Сибирского отделения АН СССР.
С 1989 г. — советник при дирекции Института физики полупроводников (ИФП) СО АН СССР. С 1994 г. — советник РАН.
В 1969—1985 гг. профессор кафедры полупроводников Новосибирского государственного университета.
Доктор физико-математических наук (1966), профессор (1972). Член-корреспондент АН СССР (1979).
Скончался 14 февраля 2017 года. Похоронен на Южном кладбище Новосибирска.

## Научная деятельность
Специалист в области физики твердого тела, акустоэлектроники и акустооптики.
Выполнил цикл исследований взаимодействия высокочастотных ультразвуковых волн с носителями заряда и когерентным оптическим излучением в твердых телах и слоистых системах. Заложил основы физики и электроники керамических пьезоэлементов.
Под его руководством были разработаны и внедрены в промышленное производство новые типы функциональных устройств: безиндуктивные полосовые фильтры, линии задержки, устройства обработки сигналов, дефлекторы и модуляторы лазерного излучения, расщепители для лазерной интерферометрии.

## Семья
Был женат, воспитал троих детей.

## Награды и премии
- Государственная премия СССР (1984).
- Ордена «Знак Почёта» (1975, 1981).
- Медали.

## Избранные труды
Соч.: Основы акустоэлектроники / С. В. Богданов, М. К. Балакирев. — Новосибирск, Новосиб. ун-т, 1978.